# Oxychilus gardinii
Oxychilus gardinii is een slakkensoort uit de familie van de Oxychilidae. De wetenschappelijke naam van de soort is voor het eerst geldig gepubliceerd in 1991 door Manganelli, Bodon & Giusti.